# Marcantonio II Borghese
Marcantonio II Borghese, prince de Sulmon& (Rome, 3 juillet 1601 – Rome, janvier 1658), est un membre de la noblesse italienne.

## Biographie

### Enfance
Né à Rome le 3 juillet 1601, Marcantonio est le fils de Giovanni Battista Borghese (futur prince de Vivaro) et sa mère est la noble Virginia Lante. Son oncle paternel est le pape Paul V à qui il dut une grande partie de sa future carrière, tandis que son cousin est le cardinal Scipione Caffarelli-Borghese.
Il a été baptisé du nom de son grand-père, le père du pontife et le premier Borghèse à s'installer à Rome depuis sa Sienne natale.
Sa naissance fut un événement grandiose dans la famille après les treize ans de mariage de ses parents, évitant ainsi le danger d'extinction de la branche romaine de la famille Borghèse.
Sur lui, donc, ainsi que grâce à la nomination de son oncle au trône pontifical en 1605, les honneurs de la famille se concentrèrent : la république de Venise lui accorda la noblesse vénitienne, ainsi que la république de Gênes le 17 avril 1606.
Le 26 septembre 1608, le roi d'Espagne Philippe III distingue Marcantonio du titre de chevalier de l'ordre de Calatrava.

### Prince de Sulmona
Enfin, c'est toujours grâce à la médiation du Paul V et à la forte influence de ce dernier sur l'Espagne durant les années de son pontificat que la famille Borghèse dont il faisait partie fut honorée du titre de Prince, obtenant en 1610 le fief de Sulmona de Philippe III.
Après la mort de son père, sa mère fut contrainte par le Pontife de se retirer dans un couvent du monastère romain de San Lorenzo in Panisperna : à la base de cette décision radicale du Pontife, il semble qu'il y ait eu son indiscrète ingérence dans les affaires de l'Eglise lorsqu'il apprend un projet de mariage pour son fils Marcantonio avec l'une des filles du roi de France, Henri IV, union que le pontife affectionne beaucoup.
Virginie confia cette rumeur à son frère qui à son tour alerta la diplomatie espagnole toujours attentive à ce que les relations entre la France et le Saint-Siège ne se rapprochent pas trop. Apprenant le fait, Paul V renonce à son projet pour le bien de l'Église, mais décide de se venger de sa belle-sœur.
C'est alors que Marcantonio fut accueilli par son oncle directement dans les appartements pontificaux où son cousin Scipione Caffarelli-Borghese fut nommé son tuteur. En 1613, il obtint du pape le palais familial monumental près de Campo Marzio.

### Mariage et négociations de mariage
Restait désormais à la Famille Borghese le problème d'un juste mariage à contracter afin de s'insérer pleinement dans l'aristocratie la plus importante. Aussi, Paul V intervint-il à nouveau dans la vie du jeune Marcantonio, essayant de planifier un mariage avec les Médicis du grand-duché de Toscane, projet qui n’aboutit malheureusement pas.
En 1612, démissionnaire, le pontife tenta de se rabattre sur un mariage peut-être moins noble mais qui aurait certainement garanti l'inclusion des Borghèse dans les familles aristocratiques romaines : en effet, un mariage était prévu entre Marcantonio et Maria Camilla Orsini, fille de Virginio Orsini, duc de Bracciano, et de Flavia Peretti Damasceni, parente du pape Sixte V.
Selon les contrats de mariage signés par le pontife lui-même, la mariée s'engageait à apporter en dot la somme de 100 000 ducats qui aurait garanti aux Borghèse une richesse considérable à investir.
Le mariage, cependant, n'a pu être célébré qu'en 1619, lorsque Marcantonio est devenu majeur, et a été célébré par le pape lui-même dans la nouvelle chapelle qu'il avait lui-même fait construire au palais du Quirinal.
Le roi d'Espagne donna son approbation formelle à ce mariage avec la création de Marcantonio comme capitaine d'une compagnie d'hommes d'armes du royaume de Naples. Avec la mort de l'oncle du pape et du cousin cardinal qui l'avaient tous deux désigné comme héritier universel, la fortune de Marcantonio s'est encore accrue pour devenir l'une des plus grandes de l'époque à Rome avec de nombreux fiefs dans la campagne romaine (parmi les principaux Mentana, Palombara, Montefortino, Olevano, Monteforte, Montecompatri, Monteporzio, Torretarquinia, etc.).

### Décès
Il meurt à Rome en janvier 1658.
Après sa mort, sa femme décide d'entreprendre une vie cloîtrée, fondant, en 1676, le monastère de Santa Maria Maggiore all'Esquilino où elle se retire en odeur de sainteté. Après sa mort, elle a été déclarée vénérable. Auparavant Marcantonio, son fils unique, a nommé son neveu Giovanni Battista Borghese, le prince de Sulmona, héritier.

## Descendance
Marcantonio Borghese et la princesse Maria Camilla Orsini n'ont eu qu'un seul enfant :
- Paolo (1624-1646), qui épousa la princesse Olimpia Aldobrandini.